# Левинталь, Даниил
Даниил Левинталь (англ. Daniel A. Levinthal; родился 1957, США) — американский экономист, профессор экономики Уортонской школы бизнеса при Пенсильванском университете.

## Биография
Левинталь закончил со степенью бакалавра (B.A.) Гарвардский университет в 1979 году. А в 1985 году был удостоен докторской степени (Ph.D.) по экономике, бизнесу и государственной политике в Стэнфордской высшей школе бизнеса.
Преподавательскую деятельность начал в должности преподавателя экономики и промышленного управления в 1983—1985 годах, ассистента профессора по экономике и промышленного управления в 1985—1989 годах в Высшей школе промышленного администрирования при Университете Карнеги — Меллона. Затем ассоциированным профессором менеджмента в 1989—1998 годах в Уортонской школе бизнеса при Пенсильванском университете.
В настоящее время является профессором менеджмента Уортонской школы бизнеса при Пенсильванском университете с 1998 года, научным сотрудником Института перспективных исследований (HKUST) с 2015 года, членом Общества стратегического управления с 2011 года, членом Академии менеджмента с 2010 года, главным редактором журнала «Strategy Science» с 2014 года.
Был приглашённым сотрудником Гарвардской школы бизнеса при Гарвардском университете в 1998—1999 годах, приглашённым профессором в Школе Святой Анны перспективных исследований при Пизанском университете в 2003 году, приглашённым сотрудником Университета Нового Южного Уэльса в 2012—2013 годах, главным редактором журнала «Organization Science» в 2010—2013 годах.

## Награды
За свои достижения был награждён:
- 2010 — почётный доктор Университета Южной Дании[англ.];
- 2010 — премия Заслуженного преподавателя от Академии менеджмента[англ.];
- 2014 — почётный доктор Университета Тилбурга[англ.];
- 2015 — премия Ирвина как заслуженный педагог от Академии менеджмента[англ.];
- 2017 — почётный доктор Уорикского университета;
- 2018 — Clarivate Citation Laureates[2].